# Le Petit Garçon (film, 1969)
Pour les articles homonymes, voir Boy et Le Petit Garçon.
Pour plus de détails, voir Fiche technique et Distribution.
Le Petit Garçon (少年, Shōnen), est un film japonais réalisé par Nagisa Ōshima, sorti en 1969.
Inspiré d'un fait divers qui a choqué le Japon en 1966, le film expose la vie d'une famille pauvre et éclatée qui a trouvé un moyen de gagner de l'argent en pratiquant une escroquerie qui consistait à simuler un accident de la circulation entre un piéton et une voiture de façon à soutirer de l'argent au conducteur qui se sentait fautif. Cette pratique, apparue dans les années 1960 est nommée au Japon atariya.

## Synopsis
Un garçonnet, Toshio, remplace sa belle mère qui jusque-là participait aux faux accidents. Ayant atteint 10 ans, c'est lui qui sera désormais poussé sous les roues des voitures. Le garçon n'apprécie pas cette nouvelle activité et il tente plusieurs fois, accompagné de son petit frère, d'échapper à sa famille peu sécurisante, mais en vain. Finalement, c'est un véritable accident qui mettra un terme à ce destin peu enviable.

## Fiche technique
- Titre : Le Petit Garçon
- Titre original : 少年 (Shōnen?)
- Réalisation : Nagisa Ōshima
- Scénario : Tsutomu Tamura[1]
- Production : Masayuki Nakajima et Takuji Yamaguchi
- Sociétés de production : Art Theatre Guild et Sozosha
- Musique : Hikaru Hayashi
- Photographie : Yasuhiro Yoshioka
- Directeur artistique : Seizō Sengen
- Montage : Sueko Shiraishi et Keiichi Uraoka
- Ingénieur du son : Hideo Nishizaki
- Décorateur : Jusho Toda
- Pays d'origine : Japon
- Langue : japonais
- Format : Couleurs - 1,85:1 - Mono - 35 mm
- Genre : Drame
- Durée : 97 minutes[1]
- Date de sortie :
  -  Japon 26 juillet 1969
  -  France 30 janvier 1970

## Distribution
- Tetsuo Abe : le garçon
- Fumio Watanabe : le père
- Akiko Koyama : la belle-mère
- Tsuyoshi Kinoshita : le petit frère
- Do-yun Yu : un des conducteurs

## Récompenses et distinctions
- 1970 : Prix Kinema Junpō du meilleur scénario pour Tsutomu Tamura
- 1970 : Prix du film Mainichi du meilleur scénario pour Tsutomu Tamura et de la meilleure actrice dans un second rôle pour Akiko Koyama